# Fotosidan
Fotosidan est un magazine suédois traitant de la photographie.
Il a été fondé en 2001 par David Elmfeldt, Erik Leonsson et Christer Lindh. Fotosidan publie également le magazine photo imprimé Fotosidan Magasin.
Depuis 2020, Fotosidan organise le concours photo Fotosidan Masters en collaboration avec Nikon,.